# Can-Am 1969
Can-Am 1969 var ett race som kördes över elva omgångar. McLarenduon Bruce McLaren och Denny Hulme dominerade mästerskapet fullständigt, och vann alla deltävlingar mellan sig själva. Till slut vann McLaren titeln genom att Hulme inte tog några poäng i säsongsfinalen på Texas World Speedway. Hulme var tvungen att räkna bort sitt sämsta resultat enligt poängräkningens regler, vilket gjorde att McLaren kom förbi.

## Delsegrare
| Datum        | Bana           | Vinnare       | Konstruktör       |
| ------------ | -------------- | ------------- | ----------------- |
| 1 juni       | Mosport Park   | Bruce McLaren | McLaren-Chevrolet |
| 15 juni      | Mont-Tremblant | Denny Hulme   | McLaren-Chevrolet |
| 13 juli      | Watkins Glen   | Bruce McLaren | McLaren-Chevrolet |
| 27 juli      | Edmonton       | Denny Hulme   | McLaren-Chevrolet |
| 17 augusti   | Mid-Ohio       | Denny Hulme   | McLaren-Chevrolet |
| 31 augusti   | Road America   | Bruce McLaren | McLaren-Chevrolet |
| 14 september | Bridgehampton  | Denny Hulme   | McLaren-Chevrolet |
| 28 september | Michigan       | Bruce McLaren | McLaren-Chevrolet |
| 12 oktober   | Laguna Seca    | Denny Hulme   | McLaren-Chevrolet |
| 26 oktober   | Riverside      | Bruce McLaren | McLaren-Chevrolet |
| 9 november   | Texas          | Bruce McLaren | McLaren-Chevrolet |

## Slutställning
| Plats | Förare                | Konstruktör                           | Poäng |
| ----- | --------------------- | ------------------------------------- | ----- |
| 1     | Bruce McLaren         | McLaren-Chevrolet                     | 165   |
| 2     | Denny Hulme           | McLaren-Chevrolet                     | 160   |
| 3     | Chuck Parsons         | Lola-Chevrolet                        | 85    |
| 4     | Jo Siffert            | Porsche                               | 56    |
| 5     | George Eaton          | McLaren-Chevrolet                     | 52    |
| 6     | Chris Amon            | Ferrari McLaren-Chevrolet             | 39    |
| 7     | Lothar Motschenbacher | McLaren-Chevrolet                     | 35    |
| 8     | Tony Dean             | Porsche                               | 34    |
| 9     | John Surtees          | McLaren-Chevrolet Chaparral-Chevrolet | 30    |
| 10    | John Cordts           | McLaren-Chevrolet McLaren-Ford        | 24    |
| 11=   | Dan Gurney            | McLaren-Ford McLaren-Chevrolet        | 22    |
| 11=   | Mario Andretti        | McLaren-Ford                          | 22    |
| 13    | Peter Revson          | Ford Lola-Chevrolet                   | 22    |
| 14    | Dick Brown            | McLaren-Chevrolet                     | 13    |
| 15    | Jack Brabham          | Ford Open Sports-Ford                 | 12    |
| 16=   | Tom Dutton            | Lola-Chevrolet                        | 9     |
| 16=   | Pedro Rodríguez       | Matra Ferrari                         | 9     |
| 18    | Leonard Janke         | McLaren-Chevrolet Lola-Chevrolet      | 9     |
| 19    | Andrea de Adamich     | McLaren-Chevrolet                     | 8     |
| 20    | Jacques Couture       | McLaren-Chevrolet                     | 8     |